# Owen Lattimore

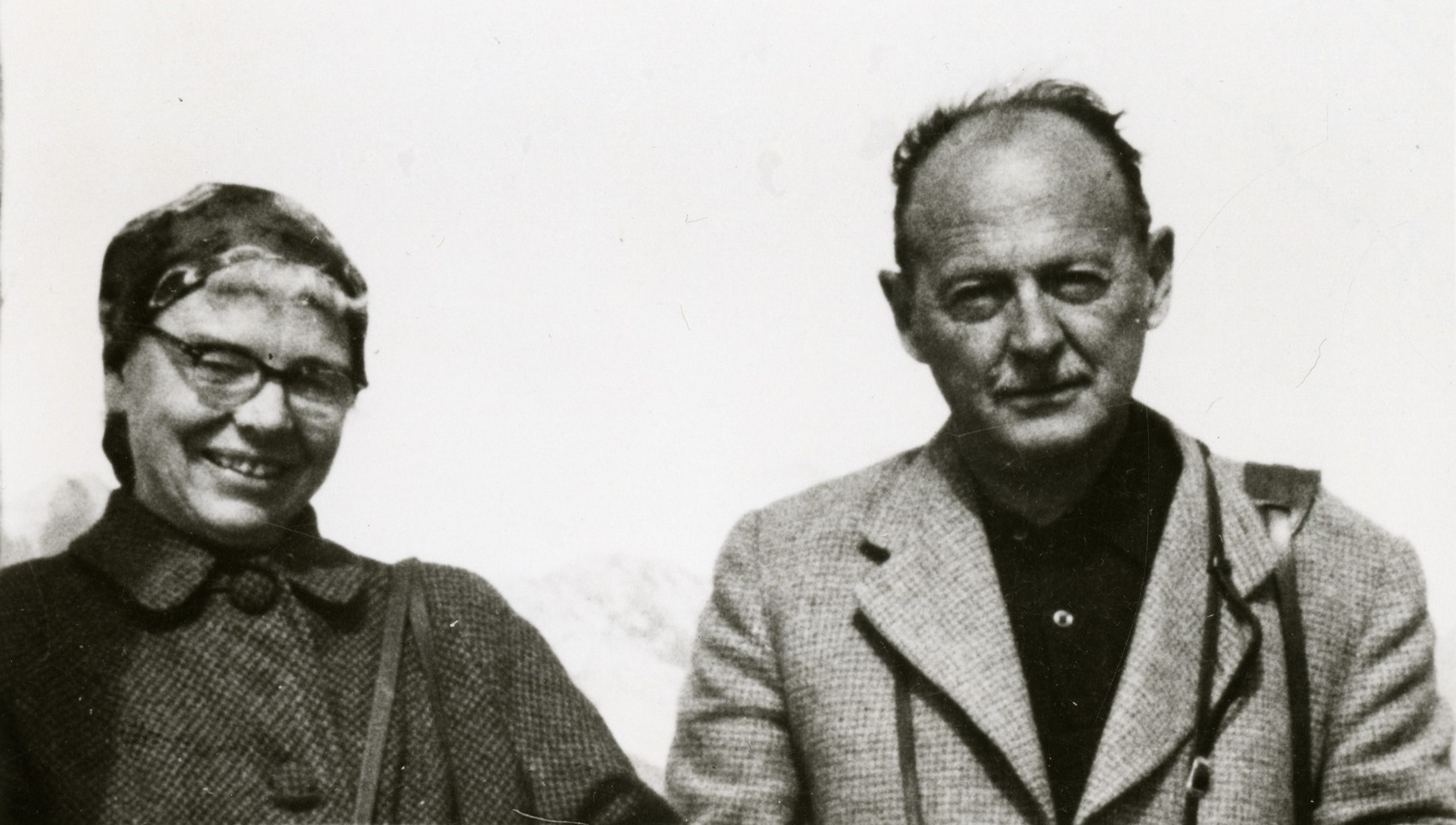
Eleanor och Owen Lattimore.

Owen Lattimore, född den 29 juli 1900 i Washington, D.C., död den 31 maj 1989 i Providence, Rhode Island, var en amerikansk professor och politisk skriftställare.  

## Biografi
Lattimore var född i USA, men växte upp i Tianjin i Kina, där hans föräldrar var lärare vid ett kinesiskt universitet. Efter att ha undervisats i familjen, åkte han vid 12 års ålder för skolgång i Schweiz och därefter studier vid St. Bees School i England 1915 – 19.
Han återvände efter studierna till Kina och arbetade först för en tidning och därefter för ett engelskt export/import-företag. Han hade därmed möjlighet att göra ett stort antal resor i Asien och Fjärran Östern.
Efter att ha återvänt till USA fick Lattimore ett stipendium som gjorde det möjligt för honom att göra fler resor till Manchuriet och sedan studera ett år 1928 – 29 vid Harvard University. Han lämnade dock studierna för ytterligare en tid i Kina 1930 – 33.  År 1934 utsågs han därefter till redaktör för tidskriften Pacific Affairs, som han publicerade från Peking på uppdrag av Institute for Pacific Relations, IPR.
På uppdrag av presidenten Franklin D. Roosevelt var han åren 1941 – 42 politisk rådgivare åt Chiang Kai-shek, vars administration mestadels dock ignorerade. Han hade under denna tid ett stort inflytande på den allmänna debatten.

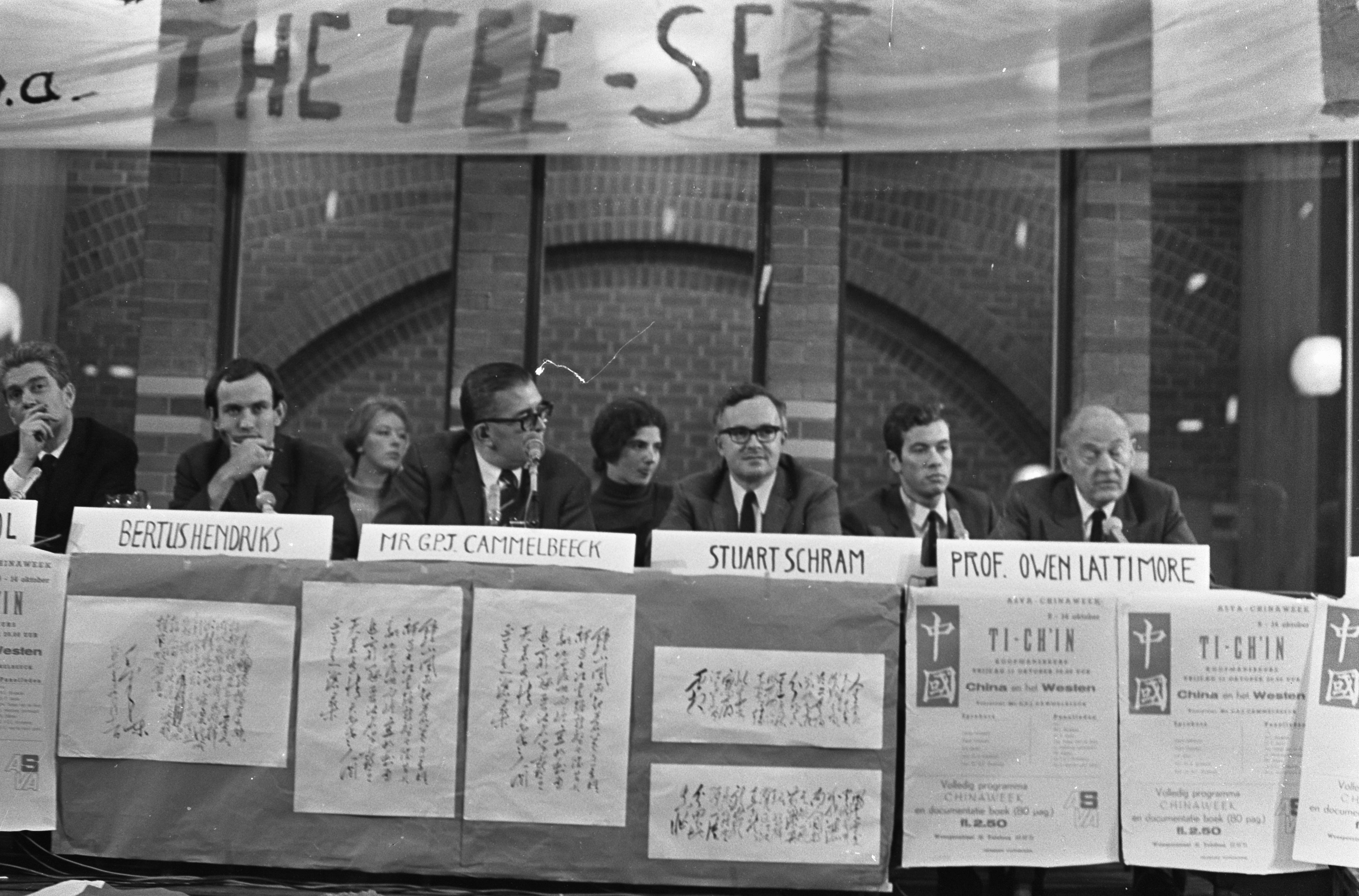
Lattimore (Amsterdam, 1967)

Under Joseph McCarthys jakt på kommunister på 1950-talet blev Lattimore oskyldigt anklagad för samröre med Sovjetunionen och marxismen. Omfattande bevakning och en stor mängd vittnesförhör lades till grund för att han sedan början 1930-talet skulle ha varit ett medvetet instrument för den sovjetiska konspirationen. Efter tre år av förhör och förhandlingar friades han när den federale domaren Luther Youngdahl avfärdade anklagelserna. Kontroversen satte trots detta stopp för hans roll som konsult i USA:s utrikesdepartement och till slut även för hans akademiska karriär i USA.
År 1963 rekryterades han som professor till universitetet i Leeds för att där etablera en avdelning för Östasienstudier. Förutom att starta kinesiska studier främjade han också arbetet med mongoliska studier och inrättade ett program för detta. Han uppehöll denna befattning till 1970.
Lattimore har skrivit ett stort antal arbeten om förhållandena i Fjärran Östern. År 1979 blev han den förste västerlänningen att tilldelas Polstjärnans orden, den högsta utmärkelsen som den mongoliska staten ger till utlänningar.